# Улица Моисеенко (Санкт-Петербург)
Улица Моисе́енко — улица в центре Санкт-Петербурга, проходящая от Суворовского проспекта и 9-й Советской улицы до Синопской набережной.

## История переименований
- Первоначально — переулок к Рождественской слободе. Впервые название упоминается на плане 1798 года.
- 1817—1857 годы — Мало-Охтенский проспект. Название дано по Малоохтенскому перевозу через Неву.
- 1846 год — Малоохтенский проспект.
- С 1821 года — Большая Болотная улица. Название дано по характеру местности.
- До 1837 года — Болотная улица.
- 16 июня 1915 года присвоено название Скобелевская улица в честь М. Д. Скобелева.
- Современное название дано 28 апреля 1923 года в честь П. А. Моисеенко, одного из организаторов первых рабочих выступлений в Петербурге, участника революции 1905—1907 годов в России.

## Достопримечательности

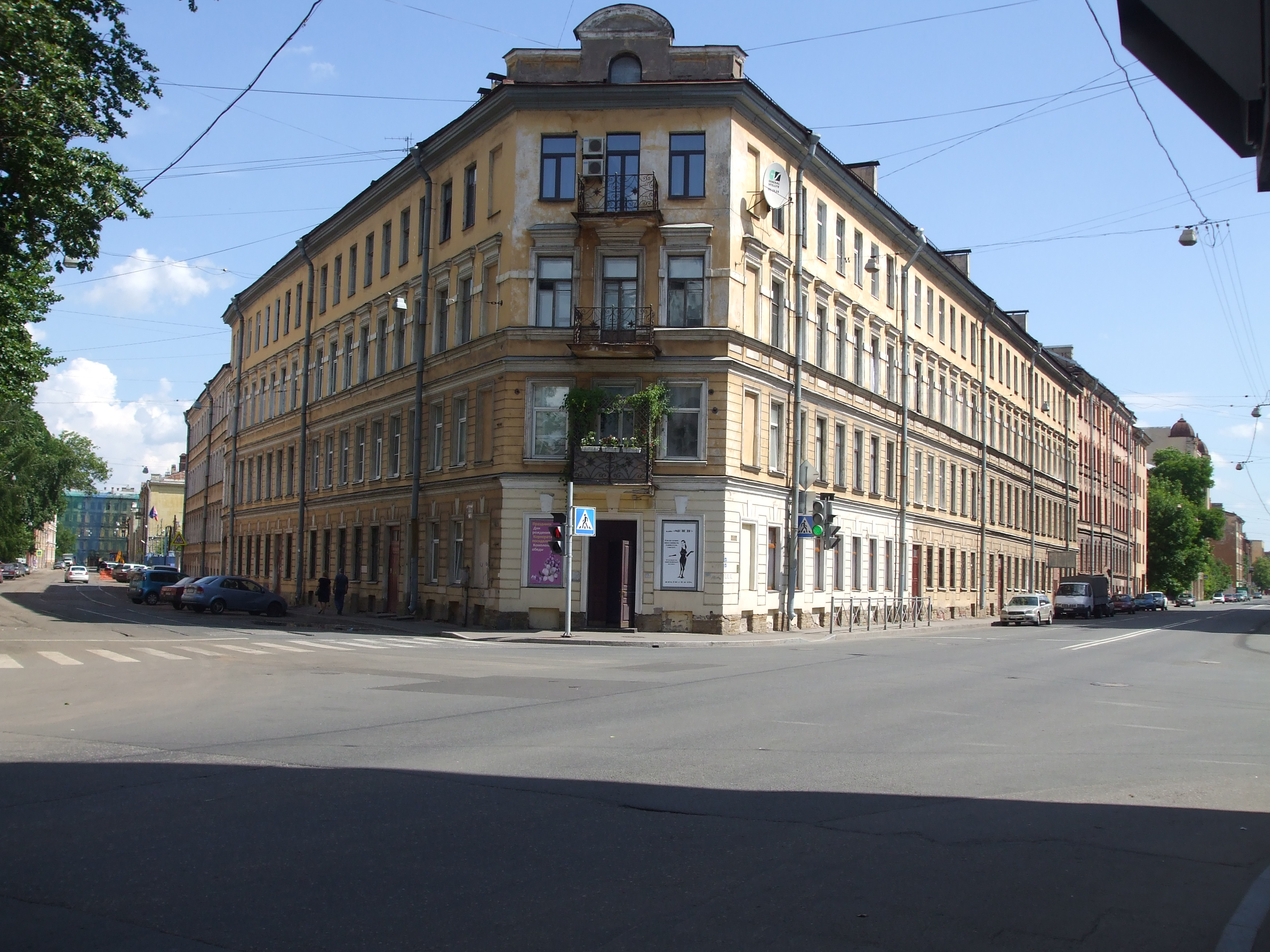
Слева — Дегтярный переулок, справа — улица Моисеенко

- Дом № 10 — шестиэтажный доходный дом 1912 года, построен по проекту архитектора Максима Сегаля. В конце 2016 года дата постройки в Росреестре была изменена, что позволило новому владельцу (ООО «Охта групп») согласовать с мэрией проект перестройки дома под гостиницу. В 2022 году материалы проекта были запрошены Следственным Комитетом России для расследования уголовного дела о превышении должностных полномочий сотрудниками КГИОП[1][2].
- Дом № 22 — комплекс зданий альбомной фабрики С. С. Бехли, нач. XIX — нач. XX в., гражданский инженер Е. П. Дмитриевский, техник П. М. Мульханов. Включает два корпуса складов, особняк и конторское здание С. С. Бехли и главное производственное здание[3].  7831950000
  - Дом № 22, литера Г — особняк Бехли, 1907, архитектор Гуго Гиргенсон[4].